# ロケットパンチを君に!
『ロケットパンチを君に!』（ロケットパンチをきみに）は、2005年の日本映画。
ひろしま映像展2005グランプリ受賞作品。TAMA CINEMA FORUM2006 TAMA NEW WAVE 特別賞受賞作品。
　

## スタッフ
- 脚本・監督・編集：中野量太
- プロデューサー：平形則安
- 音楽：長阪浩成、水流ともゆき、大久保学
- 特殊メイク：佐藤正実（化粧志）

## キャスト
- 河野弘樹（秀平）
- 村上東奈（綾里）
- 大塚祐也（荒木）
- 牛水里美（桃子）
- 西村智（里美）
- 岩井涼人（不良A）
- 山本昌弘（不良B）

## あらすじ
現実の世の中に、生き辛さを感じている不器用な高校生、秀平。秀平が今を生きていくために選んだ方法は、ロボットになることだった。クラスメートの綾里もまた、嘘くさい世の中に生き辛さを感じていた。綾里が今を生きていくために選んだ方法は、自殺遊戯でリアルを感じることだった。残酷な現実の中に何かを探し、必死に生きようとする不器用な二人。そんな二人が、未来を生きるために最後に選んだ究極の選択とは。